# Leichtathletik-Weltmeisterschaften 2019/Teilnehmer (Benin)
| Gelbes Symbol für Goldmedaillen mit stilisierten Olympischen Ringen | Graues Symbol für Silbermedaillen mit stilisierten Olympischen Ringen | Braundes Symbol für Bronzemedaillen mit stilisierten Olympischen Ringen |
| ------------------------------------------------------------------- | --------------------------------------------------------------------- | ----------------------------------------------------------------------- |
| —                                                                   | —                                                                     | —                                                                       |

Der Leichtathletikverband von Benin nahm an den Leichtathletik-Weltmeisterschaften 2019 in Doha teilnehmen. Zwei Athletinnen wurde vom beninischen Verband nominiert.

## Ergebnisse

### Frauen

#### Laufdisziplinen
| Athletin      | Disziplin | Vorlauf     | Vorlauf | Halbfinale  | Halbfinale | Finale | Finale |
| Athletin      | Disziplin | Zeit        | Platz   | Zeit        | Platz      | Zeit   | Platz  |
| ------------- | --------- | ----------- | ------- | ----------- | ---------- | ------ | ------ |
| Noélie Yarigo | 800 m     | 2:01,19 min | 4       | 2:00,75 min | 10         | DNQ    | DNQ    |

#### Siebenkampf
| Athletin          | Disziplin | 100 m Hürden | Hochsprung | Kugelstoßen | 200 m   | Weitsprung | Speerwurf  | 800 m          | Punkte   | Platz |
| ----------------- | --------- | ------------ | ---------- | ----------- | ------- | ---------- | ---------- | -------------- | -------- | ----- |
| Odile Ahouanwanou | Ergebnis  | 13,45 s      | 1,77 m SB  | 14,13 m     | 24,05 s | 6,00 m PB  | 46,74 m PB | 2:22,89 min SB | 6.210 NR | 8     |
| Odile Ahouanwanou | Punkte    | 1058         | 941        | 803         | 976     | 850        | 797        | 785            | 6.210 NR | 8     |